# HMS Boston (J14)
Pour les autres navires du même nom, voir HMS Boston.
Pour les articles homonymes, voir J14.
Le HMS Boston (pennant number J14)  est un dragueur de mines de la Classe Bangor lancé pour la Royal Navy (RN) et qui a servi pendant la Seconde Guerre mondiale.

## Conception
Le Boston est commandé dans le cadre du programme de la classe Bangor de 1939-40 le 28 août 1939 pour le chantier naval de Ailsa Shipbuilding Company à Troon en Écosse. La pose de la quille est effectuée le 27 novembre 1939, le Boston est lancé le 30 décembre 1940 et mis en service le 26 janvier 1942.
La classe Bangor doit initialement être un modèle réduit de dragueur de mines de la classe Halcyon au service de la Royal Navy,. La propulsion de ces navires est assurée par 3 types de motorisation: moteur diesel, moteur à vapeur à pistons double ou triple expansions et turbine à vapeur. Cependant, en raison de la difficulté à se procurer des moteurs diesel, la version diesel a été réalisée en petit nombre.
Les dragueurs de mines de classe Bangor version Royal Navy à turbines déplacent 667 tonnes en charge normale. Afin de pouvoir loger les chaufferies, ce navire possède des dimensions plus grandes que les premières versions à moteur diesel avec une longueur totale de 53 mètres LHT, une largeur de 8,69 mètres et un tirant d'eau de 3,12 mètres. Ce navire est propulsé par 2 turbines à vapeur alimentées par 2 chaudières à tubes d'eau à 3 tambours Admiralty et entraînant deux arbres d'hélices. Les moteurs développent une puissance de 2 000 chevaux-vapeur (1 500 kW) et atteignent une vitesse maximale de 16 nœuds (30 km/h). Le dragueur de mines peut transporter un maximum de 163 tonnes de fioul qui lui donne un rayon d'action de 2 800 milles nautiques (5 200 kilomètres) à 10 nœuds (19 km/h).
Leur manque de taille donne aux navires de cette classe de faibles capacités de manœuvre en mer, qui seraient même pires que celles des corvettes de la classe Flower. Les versions à moteur diesel sont considérées comme ayant de moins bonnes caractéristiques de maniabilité que les variantes à moteur alternatif à faible vitesse. Leur faible tirant d'eau les rend instables et leurs coques courtes ont tendance à enfourner la proue lorsqu'ils sont utilisés en mer de face.
Les navires de la classe Bangor sont également considérés comme exigus pour les membres d'équipage, entassant plus de 60 officiers et matelots dans un navire initialement prévu pour un total de 40 hommes.
Les Bangors équipés de turbine à vapeur sont armés d'un canon anti-aérien de 12 livres 3-inch QF (76,2 mm) et d'un canon AA QF de 2 livres (40 mm). Sur certains navires, le canon de 2 livres est remplacé par un canon AA Oerlikon de 20 mm simple ou double, tandis que la plupart des navires sont équipés de quatre affûts Oerlikon simples supplémentaires au cours de la guerre. Pour les missions d'escortes, leur équipement de dragage de mines peuvent être échangé contre une quarantaine de grenades sous-marines.

## Histoire

### Seconde Guerre mondiale
Le 9 novembre 1942, le Boston quitte Alexandrie avec deux autres unités de la 14e Flottille de dragage de mines avec le HMS Cromer (J128) et le HMS Cromarty (J09) pour dégager l'itinéraire d'un convoi côtier en direction de Bardia. A la position géographique de 31° 27′ N, 27° 16′ E à 46 milles nautiques à l'Ouest de Marsa Matruh, le Cromer percute une mine magnétique du barrage italier "MM", mouillé  dans la zone le 7 août 1942 par les destroyers Antonio Pigafetta et Giovanni da Verazzano.
Le 12 juillet 1943, le sous-marin italien Bronzo est capturé au large de Syracuse en Sicile par les dragueurs de mines Boston, HMS Seaham (J123), HMS Poole (J147) et HMS Cromarty. Le Bronzo est mis en service dans la Royal Navy comme HMS P 714. Le 29 janvier 1944, il est transféré aux Forces navales françaises libres sous le nom de Narval (T04).
Le Boston est désarmé à Rosyth en janvier 1946 et réduit à la réserve. Il est vendu le 1er janvier 1948 pour son démantèlement.

### Participation auxconvois
Le Boston a navigué avec les convois suivants au cours de sa carrière:
1. Convoi MKS 3
2. Convoi OS/KMS 21
3. Convoi OS/KMS 22
4. Convoi TBC 112

### Commandement
- Lieutenant (Lt.) Derek Harold George Coughlan (RNR) du 24 mars 1941 à septembre 1943
- A/Lieutenant Commander (A/Lt.Cdr.) Ronald Gresham (RNVR) de septembre 1943 au 22 janvier 1944
- T/A/Lieutenant Commander (T/A/Lt.Cdr.) Henry Leonard Choppin (RNVR) du 22 janvier 1944 à fin 1945

Notes:
RNR: Royal Naval Reserve 
RNVR: Royal Naval Volunteer Reserve